# Charles-Alexandre Coëssin de la Fosse
Pour les articles homonymes, voir Coëssin et de la Fosse.
 (décembre 2014).
Si vous disposez d'ouvrages ou d'articles de référence ou si vous connaissez des sites web de qualité traitant du thème abordé ici, merci de compléter l'article en donnant les références utiles à sa vérifiabilité et en les liant à la section « Notes et références ».
Charles Alexandre Coessin de la Fosse, né le 7 septembre 1829 à Lisieux et mort le 9 juillet 1910 dans le 16e arrondissement de Paris, est un peintre et graveur français.

## Biographie
Natif de Lisieux (Calvados), après avoir passé sa jeunesse à Crouttes (Orne) dans la demeure familiale dite « Le Prieuré Saint-Michel », Charles Alexandre Coessin de la Fosse devient l'élève de François-Édouard Picot, puis de Thomas Couture à l'École des beaux-arts de Paris. Il gagne Paris pour sa première exposition au Salon de 1857. À compter de cette date, il y présentera son travail durant toute sa vie. Il peint surtout des scènes de genre, des batailles, des tableaux religieux, puis brossera des scènes mythologiques Il sera remarqué pour ses performances dans la composition et la couleur.
Nombre de ses toiles représentent les Chouans, telles L'Embuscade, ou des scènes de culte catholique comme Procession autour d'une croix en pierre. Le fait que son œuvre soit fortement marquée par la réaction à la République et le cléricalisme tient certainement de ses origines nobles, mais aussi de l'influence de ses mécènes. Il signe habituellement ses œuvres du simple nom de « Coëssin ».
Charles Alexandre Coessin de la Fosse obtient une médaille de 3e classe au Salon de 1873 pour La Joueuse de tambourin. En 1882, il peint L'Embuscade, qui reste son œuvre la plus connue. Typique de son style, elle représente le combat des chouans contre les républicains. Il choisit de représenter un évènement local, visiblement mineur du conflit, qu'il dénomme en sous-titre « épisode de la chouannerie » et dont il ne montre ni le déroulement, ni la préparation, mais l'attente. Quelques insurgés ainsi que des paysans armés de leurs outils attendent leur heure dans le clair-obscur d'un petit chemin creux. La tension qui transparaît dans la toile ainsi que la force de la composition furent appréciées de la critique.
Au cours des années qui suivent, la peinture d'histoire tombe peu à peu en désuétude et Coessin de la Fosse n'expose plus au Salon. Plus aucune de ses toiles n'a été remarquée depuis 1890. Il meurt à Paris en 1910. Il demeurait au no 13 du boulevard Lannes, à Paris.

## Collections publiques
- Bayeux, musée Baron Gérard : Le Vieillard et les trois jeunes hommes, huile sur bois[4]
- Musée d'art et d'histoire de Cholet : L'Embuscade, épisode de la Chouannerie, 1883, huile sur toile
- Gray (Haute-Saône), musée Baron-Martin : Départ des émigrés de la grève du Mont St-Michel, huile sur toile, 65 x 92 cm
- Liège
- Musée d'Art et d'Histoire de Lisieux :
  - Ariane abandonnée, huile sur toile[5]
  - Thésée et Ariane, vers 1866, huile sur toile[6]
- Paris, musée du Louvre : Procession autour d'une croix de pierre, plume, encre noire[7]
- Reims
- Tarbes, musée Massey : Scène de pacification de la Vendée en 1795 - 9e hussard, 1882, huile sur toile
- New York

## Galerie

Œuvres de Charles Alexandre Coessin de la Fosse
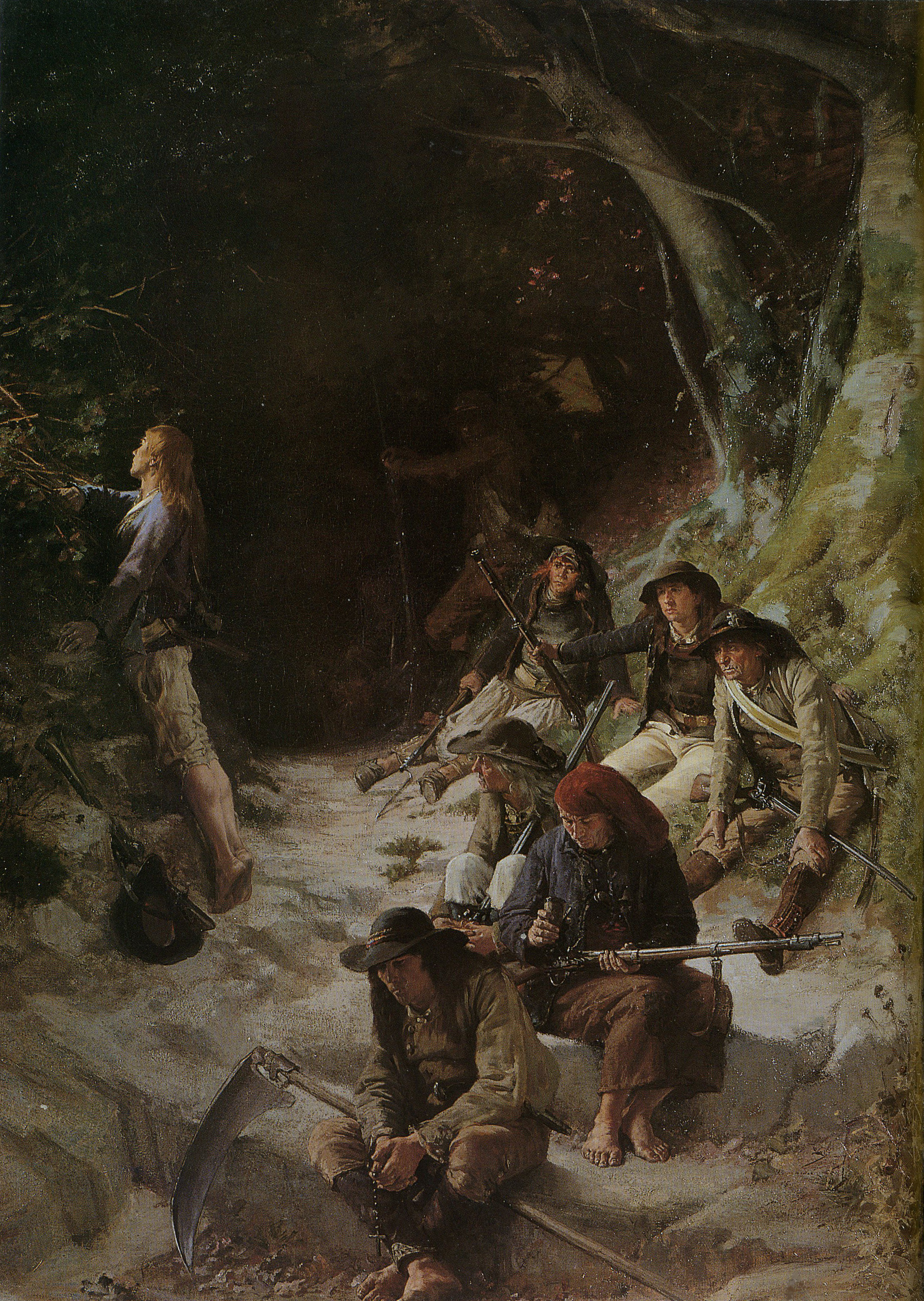
L'Embuscade, épisode de la Chouannerie (1883), musée d'art et d'histoire de Cholet.
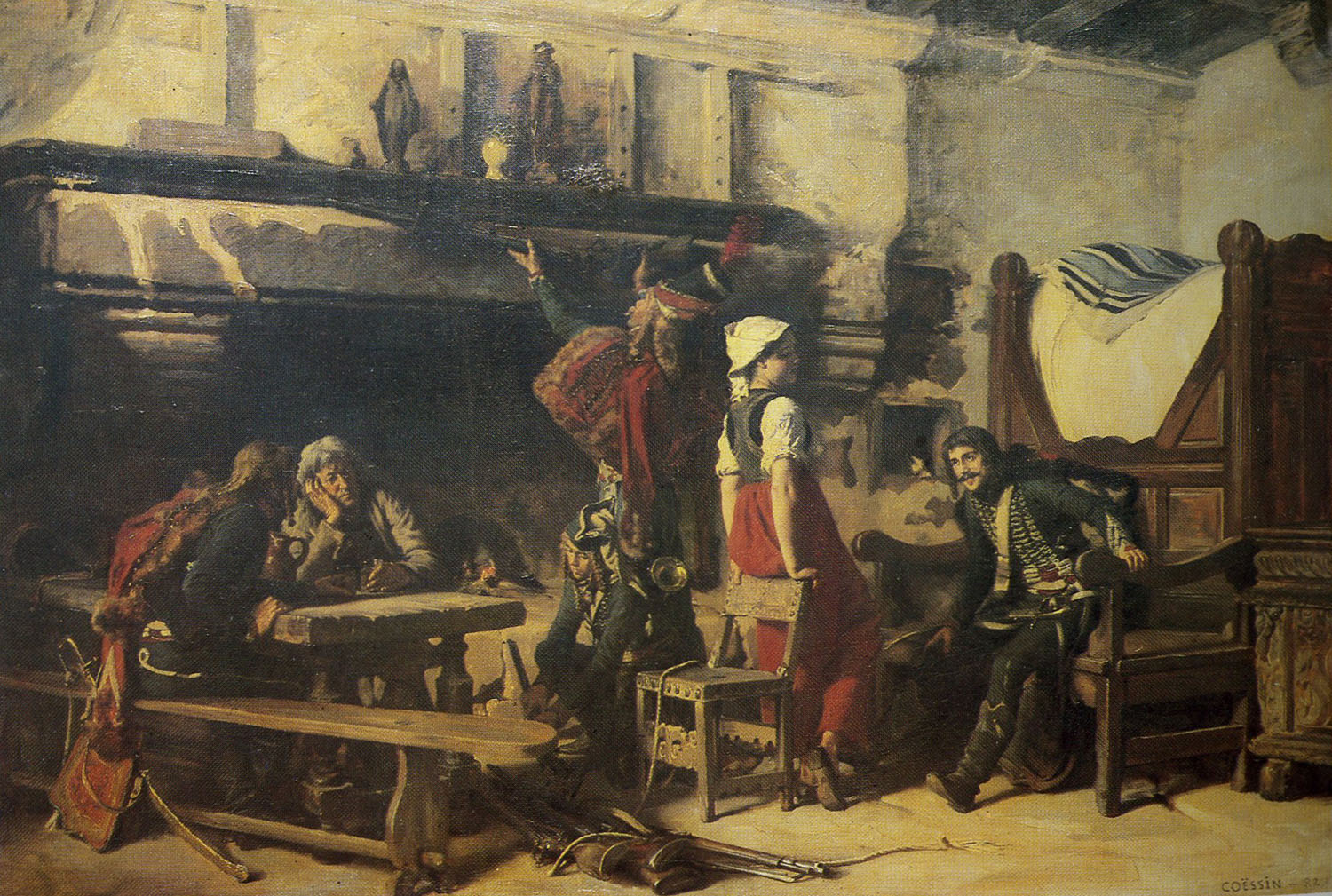
Scène de pacification de la Vendée en 1795 - 9e hussard, (1882), Tarbes, musée Massey.
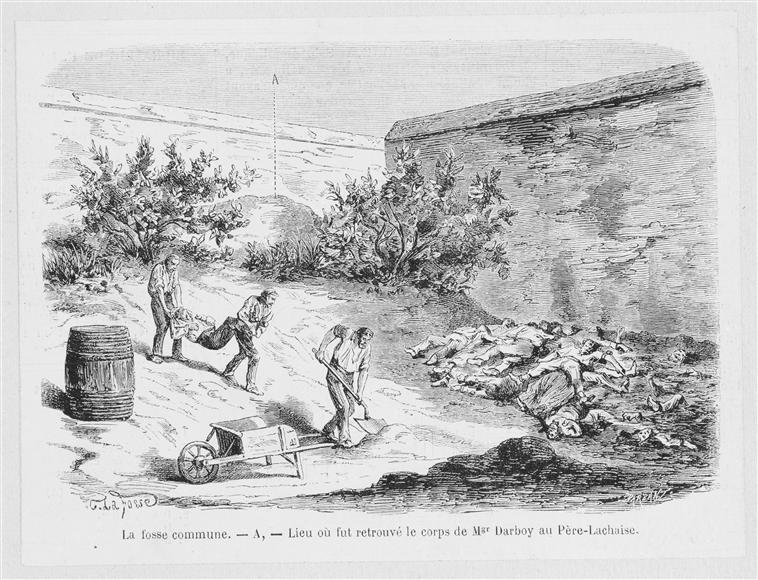
La fosse commune au cimetière du Père Lachaise, illustration pour Le Monde illustré (n. d.).